# Bouka
Bouka (auch Bouca) ist eine Stadt und ein Arrondissement im Departement Borgou im westafrikanischen Staat Benin. Es ist eine Verwaltungseinheit, die der Gerichtsbarkeit der Kommune Kalalè untersteht.

## Demografie und Verwaltung
Gemäß der Volkszählung 2013 des beninischen Statistikamtes INSAE hatte das Arrondissement 43.616 Einwohner, davon waren 21.891 männlich und 21.725 weiblich.
Von den 76 Dörfern und Quartieren der Kommune Kalalè entfallen 15 auf Bouka:
1. Ada-Kpané
2. Bessassi-Bouca
3. Bouca
4. Bouca-Gando
5. Bouca-Peulh
6. Bouca-Woorou
7. Bouraourè
8. Gando-Gourou
9. Gbassi
10. Gbérougbassi
11. Gnel-Boucatou
12. Kaala
13. Karèl
14. Kourel
15. Sérégourou